# Kobjak
Kobjak je arheološko nalazište gradine na Čiovu, područje Grada Trogira.

## Opis
Nastala od 8. st. pr. Kr. do 1. stoljeća. Na sjevernoj strani otoka Čiova nalazi se gradina Kobjak. Gradina ima sačuvan suhozidni bedem prstenastog oblika od kojeg je preostala veća sipina kamena. Gradina je vizualno kontaktirala s ostalim pretpovijesnim naseljima u okolini poput gradina na Sutiliji i Velom Bijaću. Kontrolirala je akvatorij Kaštelanskog zaljeva i Trogirski kanal. Bila je naseljena u brončano doba, a vjerojatno su je koristili stočari kao tor u srednjem vijeku. Zapadno od gradine nalazi se tumul koji je pripadao nekom od prvaka plemenske zajednice koja je naseljavala Kobjak.

## Zaštita
Pod oznakom Z-3574 zavedena je kao nepokretno kulturno dobro - pojedinačno, pravna statusa zaštićena kulturnog dobra, klasificirano kao "arheološka baština".